# گمینا موکوبوده
گمینا موکوبوده (به لهستانی:  Gmina Mokobody) یک گمینا در لهستان است که در شهرستان شدلتسه واقع شده‌است. گمینا موکوبوده ۱۱۹٫۱۷ کیلومتر مربع مساحت و ۵٬۰۹۲ نفر جمعیت دارد.